# Чапаево (Краснодарский край)
Чапаево — упразднённое село в Новокубанском районе Краснодарского края России. На момент упразднения входил в состав Советского сельского округа. Исключен из учётных данных в 1997 году.

## География
Располагалось на правом берегу реки Синюха, в 12,5 км, по прямой, к западу от станицы Советская.

## История
Решением КИК от 19.04.1962 г. хутора Новоукраинский и Чапаев объединены в село Чапаево.
По данным на 1925 год хутор Ново-Украинский состоял из 64 хозяйств. В административном отношении входил в состав Ново-Алексеевского сельсовета Лабинского района Армавирского округа Северо-Кавказского края.
На топографической карте 1926 года продолжает застройку хутора Ново-Украинского — хутор Рыбасов, позже названный хутором Чапаев. В списках населённых мест 1925 года сведения о хуторе Рыбасов отсутствуют.
Постановлением заксобрания Краснодарского края от 27 мая 1997 года № 639-П село исключено из учётных данных.

## Население
По данным на 1925 год на хуторе Ново-Украинский проживало 364 человека, в том числе 191 мужчина и 173 женщины.